# Adrienne Bolland

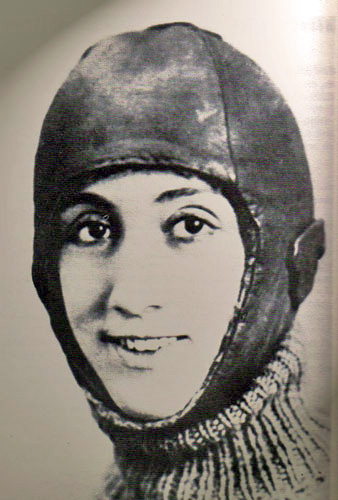
Adrienne Bolland in 1921

Adrienne Bolland (* 25. November 1895 in Arcueil; † 18. März 1975 in Paris) war eine französische Fliegerin und Testpilotin.

## Erfolge
Für den französischen Flugzeughersteller Caudron flog sie am 1. April 1921 in 4 Stunden und 17 Minuten mit einer Caudron G-III von Mendoza (Argentinien) nach Santiago de Chile über die Anden. Sie war die erste Frau, die den Alleinflug über die Anden schaffte. Als sie 10 Stunden nach Flugbeginn in Santiago landete wurde sie von vielen begeisterten Menschen empfangen, nicht jedoch vom französischen Konsul, der geglaubt hatte, das Unternehmen sei ein Aprilscherz.
Zudem war sie:
- die erste Frau, die von der Flugzeugbaufirma Caudron als Pilotin angestellt wurde (im Februar 1920)
- die zweite Frau, die den Ärmelkanal im Flugzeug überquerte (am 25. August 1920)
- Inhaberin eines Loopingrekords mit 212 Loopings in 73 Minuten (1924)